# Gustave Breyne
Gustave Georges Breyne (Wervik, 16 februari 1914 - Ieper, 14 december 1998) was een Belgisch journalist en politicus voor de BSP.

## Levensloop
Breyne was leider van de Socialistische Jonge Wacht in zijn geboortestad. Aanvankelijk was hij was bediende, later werd hij werd secretaris van de BSP-afdeling in Wervik, medewerker aan het dagblad Vooruit en het weekblad Voor Allen.
Hij begon zijn loopbaan als gemeenteraadslid in 1946, na de bevrijding te Wervik. Hij bleef dit tot 1958, vanaf 1952 was hij tevens schepen in deze gemeente. Van 1946 tot 1956 was hij provincieraadslid van West-Vlaanderen. Na zijn verhuis naar Ieper nam hij daar opnieuw deel aan de gemeenteraadsverkiezingen, alwaar hij in 1958 verkozen werd tot gemeenteraadslid.
In 1956 werd hij ook actief in de nationale politiek als provinciaal senator voor de provincie West-Vlaanderen. In 1961 maakte hij de overstap van de Senaat naar de Kamer van volksvertegenwoordigers. Hij zetelde daar als volksvertegenwoordiger voor het arrondissement Ieper van 1961 tot 1968. Van 1964 tot 1968 was hij tevens Europees Parlementslid. In 1968 maakte hij opnieuw de overstap naar de senaat, waar hij tot 1974 opnieuw zetelde als provinciaal senator. In 1968 volgde zijn aanstelling als Minister van Gezin en Huisvesting in de Regering-G. Eyskens IV, wat hij bleef tot in 1972. Vervolgens was hij van 1972 tot 1973 Staatssecretaris voor Huisvesting en Ruimtelijke Ordening. Zijn evenknie voor het Waals Gewest in deze Regering-G. Eyskens V werd Alfred Califice (PSC). In 1974 werd hij opnieuw verkozen als volksvertegenwoordiger, een mandaat dat hij uitoefende tot 1977. In de periode december 1971 tot april 1977 had hij als gevolg van het toen bestaande dubbelmandaat ook zitting in de Cultuurraad voor de Nederlandse Cultuurgemeenschap. In 1977 verliet hij de actieve politiek.
Tot zijn belangrijkste politieke verwezenlijkingen mag men de zogenaamde "wet Breyne" rekenen, die vandaag nog altijd de juridische bescherming organiseert voor mensen die in België een woning bouwen, in het bijzonder wanneer ze werken met een "sleutel-op-de-deur"-formule, of met een koop op plan. Een bekend citaat van hem in deze context is "Zonder degelijke en betaalbare huisvesting, geen geluk".
Breyne was tevens spelend lid van de socialistische harmonie De Werkman te Wervik en stichter van de drumband Edgard Missiaen te Ieper. Ook was hij spelend lid van socialistische toneelgroepen te Wervik en Ieper.